# Hegedűs Attila (nyelvész)
Hegedűs Attila (Vác, 1954. október 21. – Székesfehérvár, 2025. február 16.) magyar nyelvész, egyetemi docens.

## Életpályája
1969–1973 között a Piarista Gimnázium diákja. 1975–1977 között a Piarista Hittudományi Főiskola hallgatója. 1977–1982 között az ELTE Bölcsészettudományi Kar magyar–német szakos diákja.
1982–1984 között tudományos munkatárs, 1984–2000 között pedig tudományos munkatársként dolgozott az ELTE BTK-n. 1983–1997 között az ELTE-n magyar nyelvtörténetet, dialektológiát és névtant tanított. 1991–2004 között a Névtani Értesítő felelős szerkesztője volt. 1993-tól a Pázmány Péter Katolikus Egyetemen magyar nyelvtörténetet, fonetikát és névtant tanított. 1993–1997 között a Károli Gáspár Református Egyetemen fonetikát, magyar nyelvtörténetet és dialektológiát oktatott. 1995-ben PhD fokozatot szerzett az ELTE BTK-n. 1996–2000 között a Pázmány Péter Katolikus Egyetem Bölcsészettudományi Karán megbízott, 2000-től kinevezett docense, 1996-tól intézetvezető, 2000–2009 között oktatási dékánhelyettes. 2003–2007 között a Miskolci Egyetemen dialektológiát és szociolingvisztikát oktatott.
Kutatási területe a magyar nyelvtörténet, a dialektológia és az onomasztika.

## Művei
- Középkori leveleink 1541-ig (egyetemi segédkönyv, szerkesztette Papp Lajossal, 1991)
- Kisnémedi tájszótár (1992)
- A változó nyelvjárás (2005)
- É. Kiss Katalin–Gerstner Károly–Hegedűs Attila: Kis magyar nyelvtörténet. Egyetemi jegyzet; Pázmány Péter Katolikus Egyetem Bölcsészettudományi Kar, Piliscsaba, 2013
- A vonzatosság a magyar nyelvjárásokban; Szent István Társulat–PPKE BTK, Bp.–Piliscsaba, 2012 (A Pázmány Péter Katolikus Egyetem Magyar Nyelvészeti Tanszékének kiadványai)
- Hegedűs Attila–Kovács Mónika: Kísérlet a magyar nyelvjárások komplex klasszifikációjára; Szt. István Társulat–PPKE BTK, Bp.–Piliscsaba, 2016 (A Pázmány Péter Katolikus Egyetem Magyar Nyelvészeti Tanszékének kiadványai)

## Díjai, kitüntetései
- Bárczi Géza-díj (1994)
- Széchenyi professzor ösztöndíj (1998–2001)
- Csűry Bálint-díj (2002)
- Pázmány Péter-emlékérem (2003)